# Мегалания
Мегаланията (Varanus priscus) е влечуго, предшественик на комодския варан, изчезнало преди около 40 000 години.
Поради липсата на пълен или почти пълен изкопаем скелет е трудно да се определят точните размери на мегалания. По предварителни данни дължината му е достигала до 5 – 7 m, а теглото – до 600 – 620 kg. Въпреки това, по-нови и по-строги проучвания дават много различни резултати. През 2002 г. Stephen Wroe определя, че видът има максимална дължина от 4,5 m и тегло 331 kg.